# Сакоку
Сакоку (яп. 鎖国, さこく — «країна в ланцюгах») — стан і політичний курс самоізоляції Японії від контактів з зовнішнім світом. Проводилась сьоґунатом Токуґава у 17 — першій половині 19 століття з метою забезпечення міцності влади сьоґунату, ліквідації іноземних впливів, насамперед християнства, та монополізації міжнародних торгівлі, кореспонденції і відносин самурайським урядом.
У європейській історіографії також відома під адаптованою назвою «Ізоляція Японії».
Накази сьоґунату, метою яких було утвердження сакоку, називають «ізоляціоністськими».

## Ізоляціоністські накази
Основу ізоляціоністських наказів сьоґунату складали постанови про заборону християнства у Японії. У межах країни заборонялося проповідування і сповідування цієї релігії незалежно від національності. Володіння книгами чи речами, що були пов'язані з християнством, а також контакт з християнськими місіонерами і їхніми послідовниками були під суворим табу. Задля профілактики поширення християнства встановлювалась заборона на виїзд японців за кордон. Японський уряд відмовлявся приймати кораблі, купецькі делегації та посольства будь-яких країн Західного світу окрім Голландії. Контактною зоною з останньою визначалося Наґасакі, де голландцям дозволялося жити у резервації, але заборонялося подорожувати країною.
Хоча сьоґунат встановлював торговельні обмеження для західних країн, він давав добро на торгівлю з сусідами: Китаєм, Кореєю, Рюкю та айнами. Китайці торгували з японцями через порти Нагасакі, корейці — через порти Цусіма-хану, рюкюсці — через порти Сацума-хану, а айни — через порти Маедзакі-хану на острові Хоккайдо.
Більшість ізоляціоністських наказів були прийняті між 1633 — 1639 роками і залишалися чинними до середини 19 століття. Навіть після формального «відкриття Японії» заходу у 1859 році, заборона на проповідування і сповідування християнства, а також обмеження вільної торгівлі залишалися в силі. Їх було остаточно скасовано лише після реставрації Мейдзі 1868 року та ряду політичних реформ у 1870-1880-х роках.

## Хронологія
- 1616 (2 рік Ґенна): усім іноземним кораблям, окрім тих, що належать китайській династії Мін, заборонено причалювати до японських портів, за винятком Наґасакі і Хірадо.
- 1623 (9 рік Ґенна): Англія закриває власну торгову факторію у Хірадо.
- 1624 (1 рік Кан'ей): Японія розриває дипломатичні відносини з Іспанією; іспанським кораблям заборонено прибувати до японських берегів.
- 1631 (8 рік Кан'ей): сьоґунат вводить систему ліцензування кораблів, що вирушають за кордон торгувати.
- 1633 (10 рік Кан'ей): сьоґунат видає 1-й ізоляціоністський указ. Усім японським кораблям. за винятком ліцензованих, заборонено плавати за кордон. Також заборонене повернення на батьківщину тих японців, які прожили за кордоном понад 5 років.
- 1634 (11 рік Кан'ей): сьоґунат видає 2-й ізоляціоністський указ, який є перевиданням 1-го.
- 1635 (12 рік Кан'ей): сьоґунат видає 3-й ізоляціоністський указ. Кораблям китайців, голландців та інших іноземців дозволяється причалювати лише в Наґасакі. Виїзд японців за кордон і повернення додому тих японців, які перебувають за кордоном, заборонене.
- 1636 (13 рік Кан'ей): сьоґунат видає 4-й ізоляціоністський указ. Португальці, які не зайняті у торгівлі, разом із жінками і дітьми, включаючи етнічних японок і метисів, числом у 278 осіб депортуються до Макао. Португальські купці та їх факторія переводяться з Хірадо до штучного острова Дедзіма у Наґасакі.
- 1637 - 1638 (14 — 15 роки Кан'ей): християни піднімають повстання у Сімабарі. Його придушують війська сьоґунату за підтримки голландської ескадри.
- 1639 (16 рік Кан'ей): сьоґунат видає 5-й ізоляціоністський указ. Японія розриває дипломатичні відносини з Португалією; португальським кораблям заборонено прибувати до японських берегів.
- 1640 (17 рік Кан'ей): Португалія відправляє посольство до Японії з проханням відновлення двосторонніх відносин. Сьоґунат страчує усю делегацію з 61 чоловік.
- 1641 (18 рік Кан'ей): Остаточне оформлення системи сакоку. Голландська факторія перенесена до Дедзіми в Наґасакі.
- 1647 (17 рік Кан'ей): Португалія вдруге відправляє посольство до Японії з проханням відновлення двосторонніх відносин. Сьоґунат відмовляється. Португальці перестають прибувати до Японії.
- 1853 (6 рік Каей): Ескадри США під проводом комодора Перрі прибуває до Японії з вимогою покінчити з ізоляцією.
- 1854 (1 рік Ансей): Перрі вдруге прибуває до Японії і укладає Канаґавський договір. Японія відкриває для США порти Сімода і Хакодате. Початок згортання політичного курсу сакоку.
- 1858 (5 рік Ансей): США укладає з Японію Договір про японсько-американську дружбу і торгівлю.

## Оцінки
В історіографії  сакоку оцінюються по-різному. У 1960-х роках найбільш аргументованим було твердження, що політика ізоляції Японії була спричинена бажанням сьоґунату встановити у країні абсолютистську систему влади, на заваді якій стояли анти-сьоґунатівські політично-військові сили та іноземні християни, які могли з ними об'єднатися. Приводом для впровадження ізоляції стало християнське повстання у Сімабарі 1637 —1638 років.
У 1980-х роках популярності в наукових колах набула теза, що сакоку було результатом впливу голландців на японський уряд. Протестантська Голландія прагнула торгової гегемонії у Східній Азії і перебувала у конфлікті з католицькими Іспанією і Португалією, які займали позиції лідерів у цьому регіоні. Тому голландці активно сприяли дискредитації іспанців і португальців в очах японської влади, виставляючи їх колонізаторами, а католицьке християнство — засобом для поневолення. Такими ж наклепами голландські купці намагалися позбутися конкурентів-японців, які активно торгували у Південно-Східній Азії, зображаючи їх потенційними проповідниками християнства, яке вони могли прийняти за кордоном. Політичні інтриги Голландії підштовхнули японський сьоґунат до встановлення ізоляції країни і принесли голландцям бажану монополію в японсько-європейській торгівлі.
У 1990-х роках з'явилася нова теорія, згідно з якою впровадження сакоку було вмотивоване переважно економічними чинниками. Пояснювалося, що японський сьоґунат прагнув встановити контроль над приватною міжнародною торгівлею, тому впровадив систему державного ліцензування купецьких кораблів, що вирушали за кордон. У результаті цього утворилися купецькі корпорації, які перебували під патронажем держави. Після цього уряд обмежив участь іноземців у торгових операціях у Японії, дозволивши корпораціям отримувати найбільші прибутки і, відповідно, отримувати від цього максимально можливі дивіденди.
Спільним для всіх цих теорій є те, що сакоку визначається як система державного контролю над політичним, економічним та ідеологічним життям Японії, що виховувала ізоляціоністські настрої і запобігала становленню громадянського суспільства, але водночас сприяла формуванню японської оригінальної культури і розвитку японської промисловості.